# Nicolaas Smit
Nicolaas Jacobus Smit (Doornbos, Graaff-Reinet, 30 mei 1837 - Pretoria, 4 april 1896) was een Boerengeneraal tijdens de Eerste Boerenoorlog.

## Biografie
Smit werd geboren in de Kaapkolonie maar verhuisde op 3-jarige leeftijd met zijn ouders naar Natal en van daar naar West-Transvaal. Tijdens een strafexpeditie raakte hij gewond waardoor hij met één kant van zijn gezicht niet meer kon horen en zien. Hij werd verkozen tot veldkornet van Mooirivier en nam het in 1876 op tegen Marotakoning Sekhukhune.
Als generaal van de Boeren tijdens de Eerste Boerenoorlog versloeg hij de Britten tweemaal in de Slag van Ingogo en Majuba, waarmee de Eerste Boerenoorlog beslist werd. Hierna reisde hij met president Paul Kruger en Stephanus Jacobus du Toit mee naar Europa om de Conventie van Londen te tekenen en een overwinningstocht door het continent te maken.
Na de oorlog werd Smit lid van de Volksraad waarvoor hij in 1885 tot voorzitter wordt verkozen. In 1887 werd hij vicepresident voor Kruger en lid van de Uitvoerende Raad tot zijn dood in 1896.